# Ingrid Wigernæs
Ingrid Wigernæs (nombre de nacimiento: Ingrid Løken, Hemsedal, 22 de febrero de 1928-2 de diciembre de 2023) fue una deportista y esquiadora noruega.

## Biografía
Comenzó a esquiar a los 20 años. Ganó una medalla de plata en el relevo de 3 × 5 km en el Campeonato Mundial de 1966. Compitió en las pruebas de 5 km y 10 km en los Juegos Olímpicos de Invierno de 1956 y 1964 con el mejor resultado del puesto 12 en 1964.
En 1965, Ingrid Wigernæs asumió como entrenadora de la selección nacional a tiempo parcial, siendo hasta la fecha la única mujer que ha sido entrenadora de la selección nacional de esquí de fondo.
Trabajó para la empresa farmacéutica Nycomed.

## Galardones
- 1956, puesto 27, 10km
- 1964, puesto 15, 5km y puesto 12, 10km
- 1966, medalla de plata.